# Det store møde ved Ugra-floden
Det store møde ved Ugra-floden (russisk: Великое cтояние на реке Угре, tr. Velikoje stojanije na reke Ugre, eller også Угорщина, tr. Ugorsjtjina, afledt af Ugra), også kaldet Slaget ved Ugra, er betegnelsen for en slagopstilling mellem styrker tilhørende Akhmat Khan, khan over Den Store Horde, og storfyrst Ivan 3. af Moskva. De to hære stod overfor hinanden på hver sin side af floden Ugra over en periode på flere uger i efteråret 1480, uden at nogen af siderne gennemførte et angreb. Konfrontationen, som aldrig endte i et reelt slag, resulterede i mongolernes retræte og førte efterhånden til Den Store Hordes opløsning.

## Forhistorie
I anden halvdel af 1400-tallet var Den Gyldne Horde svækket af indre strid. Hovedstyrken under Akhmat Khan var organiseret i Den Store Horde, men ved kysten af Sortehavet i vest voksede Krim-khanatet under Girei Khan i styrke. En anden horde var netop blevet etableret i Kazan ved Volga. Ivan 3. spillede effektivt de tre horder ud mod hinanden. Lidt efter lidt kom han på venskabelig fod med Krimkhanen Mengli Giraj, et venskab understøttet af deres gensidige had til Den Store Horde og dens ledere.
I 1476 stoppede Ivan 3. de årlige tributbetalinger til Horden. Disse tributter var blevet opkrævet af mongolerne sidenl Batu Khans tid. Akhmat Khan var imidlertid optaget af krig mod Krim-khanatet og foretog ingen alvorlige modtræk i den anledning bortset fra at forlange, at skatterne blev betalt og sende en mongolsk nojan til Moskva. Først fire år senere, i 1480, greb Akhmat Khan ind overfor den ulydige Moskvastorfyrste.

## Forberedelser
Khanens første skridt var at indgå et militært forbund med Kasimir 4. af Polen og Storfyrstendømmet Litauen, med et fælles angreb mod Storfyrstendømmet Moskva som målsætning. Som følge af denne aftale blev den moskvafyrstendømmets vestgrænse udsat for flere angreb fra Litauens allierede Den livlandske orden tidligt i 1480.
Samtidig kom Ivan 3. i begyndelsen af 1480 i strid hans brødre Boris Volotskij og Andrej Bolsjoj, der var misfornøjede med hans stadig øgede fyrsteautoritet og vendte sig til slut mod han. Akhmat Khan bestemte sig for at udnytte den interne strid blandt moskvafyrsterne, og sendte i juni 1480 en rekognosceringsenhed ud for at undersøge floden Okas højre bred for mulige slagsteder.
I efteråret begyndte Akhmat Khans hær at rykke frem mod Moskva. Han passerede gennem de litauiske territorier til sin allierede kong Kasimir, og befandt sig snart ved floden Ugra på grænsen mellem Litauen og Storfyrstendømmet Moskva.
På russisk side medførte disse handlinger, at de russiske bojarer delte sig i to grupper: den ene, ledet af okolnitsjijerne Osjera og Mamon, ville have, at Ivan 3. skulle give efter for mongolerne; mens den anden ønskede at gå til kamp mod Horden. Muligvis var Ivans endelige afgørelse om at møde Horden påvirket af de russere som havde forlangt handling fra storfyrstens side.

## Konfrontationen
Den 8. oktober 1480 planlagde Akhmat Khan at gå udenom floden Oka fra vest, og dermed undgå Ivans regimenter, der befandt sig i Kolomna, Serpukhov og Tarusa. Det ville gøre det muligt for Akhmat Khan at forene sin hær med Kasimirs. Akhmat Khans nærmede sig floden Ugra — en sideflod til Oka, hvor han blev mødt af den russiske hær under fælles kommando af Ivan Molodoj (Ivan Junior, Ivans søn) og Andrej Mensjoj (Lille Andrej, Ivans bror). Akhmats forsøg på at krydse Ugra blev slået tilbage gennem en 4 dage lang kamp.
Efter disse første kamphandlinger trak Akhmat Khan sig tilbage til byen Vorotynsk nær ved, hvor han bestemte sig for at vente på Kasimirs hær. Ivan 3. indledte forhandlinger med khanen, i et forsøg på at købe sig tid til at genoprette forholdet til sine oprørske brødre. Det tog fire dage (fra 30. september til 3. oktober) for Ivan 3. og brødrene at blive forligede, og yderligere 17 dage (indtil 20. oktober) før brødrenes armeer kunne slutte sig til Ivans hær ved Ugra. Akhmat Khan så, at moskvahæren stadig øgedes i styrke, og han havde endnu ikke hørt noget fra den polske konge, derfor valgte Akhmat at afvente et angreb. I mellemtiden var Kasimir IV imidlertid blevet optaget både af indre forhold i sit eget land og krigførelsen mod Krim-khanatet. Efterhånden som floden begyndte at fryse til blev det klart, at Akhmat Khan snart måtte træffe en militær beslutning. Mongolerne var svækket af epidemier, iskoldt vejr og mangel på forsyninger. De ventede på forstærkninger indtil 11. november, hvor Akhmat Khan omsider måtte give op og trække sig tilbage mod syd med sin mongolske hær.

## Konsekvenser
Den store konfrontation ved floden Ugra var den sidste krighandling mellem Storfyrstendømmet Moskva og Den Gyldne Horde, og den markerede afslutningen på den tatar-mongolske dominans. Den 6. januar 1481 blev Akhmat Khan dræbt i et sammenstød med Sibir-khanatets hær under Ibak Khan. Efter dette gik Den Gylne Horde gradvis i opløsning, og dens territorier havnede efterhånden under Ruslands herredømme.